# Стара Гута (Ґарволінський повіт)
Стара Гута (пол. Stara Huta) — село в Польщі, у гміні Гарволін Ґарволінського повіту Мазовецького воєводства.
Населення — 156 осіб (2011).
У 1975-1998 роках село належало до Седлецького воєводства.

## Демографія
Демографічна структура станом на 31 березня 2011 року:
|          | Загалом | Допрацездатний вік | Працездатний вік | Постпрацездатний вік |
| -------- | ------- | ------------------ | ---------------- | -------------------- |
| Чоловіки | 83      | 19                 | 54               | 10                   |
| Жінки    | 73      | 15                 | 39               | 19                   |
| Разом    | 156     | 34                 | 93               | 29                   |